# 曹范街道
曹范街道，位于山东省济南市章丘区西南部。1985年9月埠村区撤消后，建立曹范乡。1995年10月撤乡设镇，设北曹范、南曹范、赵庄、横河4个办事处，48个行政村，68个自然村，3.67万人。
地势南高北低，南部层峦叠嶂，中部地势较平缓，是丘陵与山区的过渡地带，北部居山前冲积平原。最高峰“双凤山”海拔795.2米。
隋朝开皇六年（586年）建亭山县，县治就设在曹范街道亭山村。兴国寺是济南市文物保护单位。寨山后村白云寺，东陡道（宋家庙）村透明碑是章丘区文物保护单位。

## 人口
2010年中国第六次人口普查时，曹范街道共有人口33225人。共有家庭11148户，平均每户2.97人。14岁以下的少年儿童共4872人，占总人口14.66%；15-64岁人口共24001人，占总人口72.23%；65岁及以上的老年人共4352人，占总人口的13.09%。男性共计16357人，占总人口49.23%；女性共计16868，占总人口50.76%。本地居住的人口中，拥有本地户籍的人口为32679人，占98.35%。
1. ↑  中国国务院人口普查办公室、中国国家统计局人口就业统计司等. . 统计年鉴分享平台: 表15 山东省乡、镇、街道人口. 2010  [2018-07-19]. （原始内容 (收费)存档于2018-07-19）.